# A függetlenség napja (film, 1996)
A függetlenség napja (Independence Day) egy 1996-ban bemutatott amerikai akciófilm, melynek főszereplői Will Smith, Bill Pullman és Jeff Goldblum.

## Cselekmény
Július 2. – A S.E.T.I. (Idegen Értelmes Lényeket Kutató Központ) emberei idegen rádiójeleket fognak, amiről meglepve tapasztalják, hogy azt egy 550 km átmérőjű űrhajóról, a Hold távolságából sugározzák. Néhány óra múlva  a világ nagyvárosai felett kisebb, de a városokhoz képest óriási méretű űrhajók jelennek meg. Senki nem tudja, honnan jöttek és milyen céllal, így az emberek menekülni kezdenek. Az idegenek rádiójelei megzavarják a műholdak által közvetített TV-csatornákat. David Levinson, egy kábeltelevíziós cég alkalmazottja a műholdak segítségével befog egy jelet az űrhajókról, amelyet dekódol, rájön, hogy ez visszaszámlálás. Mivel Dave biztos abban, hogy az idő lejártakor az idegenek támadni fognak, apjával a Fehér Házba megy, hogy figyelmeztesse az elnököt, így azt kislányával és Davidékkel együtt kimenekítik repülőgépen. Dave újra találkozik exfeleségével, aki jelenleg az elnök mellett dolgozik. A határidő lejártakor az idegen űrhajók valóban támadni kezdenek, csapásukkal romba döntik Washingtont, New Yorkot és egész Los Angelest, ahol a First Lady is tartózkodik.
Július 3. – Az Amerikai Légierő ellentámadást indít. Az akció kudarcba fullad, mert az idegen űrhajókat egy láthatatlan pajzs védi, ráadásul a kisebb harci űrhajóik sorra megsemmisítik a vadászgépeket. Az ütközetben minden amerikai gép megsemmisül, csupán Steven Hiller kapitány éli túl, akinek sikerül elfognia egy élő – általa leütött – idegent. Ez idő alatt Hiller barátnője, Jasmine és annak fia néhány túlélővel együtt Los Angeles romjai közt rátalálnak a First Lady-re, aki nagyon rossz állapotban van. Az elnököt biztonságos helyre, az 51-es körzetbe szállítják, ahol meglepő dologba avatják be Davidékkel együtt: Okun professzor megmutatja nekik az 1947-ben Roswellnél lezuhant – már helyreállított – űrhajót és az idegenek testeit, melyekkel állítása szerint hosszú ideje kísérleteznek.
Időközben a First Lady-t és Jasmine-ékat is a támaszpontra szállítják, Hillert pedig egy konvoj veszi fel, és az idegen testtel a bázisra viszik. A First Lady eközben belehal sérüléseibe, Okun professzort és néhány tudóst megöli a kísérleti alanyként használt idegen, vele végül néhány testőr és katona végez. Az elnök kirúgja védelmi miniszterét, mivel olyan hibákat követett el, amely több vadászpilóta, és polgári lakos életébe került.
Július 4. – David - apja véletlen "sugallatára" - számítógépes vírust ír, amit az anyahajó központi számítógépébe töltve, majd onnan kisugárzott rádiójellel ki tudja iktatni az összes űrhajó védőpajzsát.
Míg az amerikaiak összehívják az összes ország légierejét, Steven és Jasmine összeházasodnak, és David is újra összejön volt feleségével. A két férfi magára vállalja, hogy a támaszponton lévő siklóval végrehajtják az akciót, időközben azonban kiderül, hogy egy űrhajó tart a bázis fölé, hogy végleg megsemmisítse azt. Az elnök beszédet mond a pilótáknak, majd ő is velük tart a harcba. 
Mialatt David és Hiller sikeresen megfertőzik és felrobbantják a főűrhajót, majd visszatérnek, egy Russell Casse nevű pilóta öngyilkos akciót hajt végre, ezzel pedig megsemmisíti a bázist fenyegető hajót.
A férfit hősnek kiáltják ki, később pedig a világ összes tájáról üzenetek jönnek, hogy sikerült elpusztítani az idegeneket…

## Szereplők
| Színész           | Szerep                                                                  | Magyar hang          |
| ----------------- | ----------------------------------------------------------------------- | -------------------- |
| Will Smith        | Steven Hiller kapitány, az Amerikai Légierő pilótája                    | Reisenbüchler Sándor |
| Bill Pullman      | Thomas J. Whitmore amerikai elnök                                       | Rátóti Zoltán        |
| Jeff Goldblum     | David Levinson, televíziós cégnél dolgozó mérnök és komputerzseni       | Szabó Sipos Barnabás |
| Mary McDonnell    | Marilyn Whitmore first lady                                             | Básti Juli           |
| Judd Hirsch       | Julius Levinson, David sakkrajongó apja                                 | Székhelyi József     |
| Robert Loggia     | William Grey tábornok                                                   | Gruber Hugó          |
| Randy Quaid       | Russell Casse, alkoholista egykori pilóta                               | Reviczky Gábor       |
| Margaret Colin    | Constance Spano, A Fehér Ház kommunikációs igazgatója, David exfelesége | Kovács Nóra          |
| Vivica A. Fox     | Jasmine Dubrow, Steven barátnője                                        | Timkó Eszter         |
| James Rebhorn     | Albert Nimziki, védelmi miniszter, a CIA volt igazgatója                | Végvári Tamás        |
| Harvey Fierstein  | Marty Gilbert, David munkatársa                                         | Gesztesi Károly      |
| Adam Baldwin      | Mitchell őrnagy, a Légierő katonája, az 51-es körzet parancsnoka        | Csankó Zoltán        |
| Brent Spiner      | Dr. Brackish Okun, az 51-es körzet egyik tudósa                         | Tahi Tóth László     |
| James Duval       | Miguel Casse, Russell legidősebb fia                                    | Bor Zoltán           |
| Bill Smitrovich   | Watson alezredes, a Black Knights parancsnoka                           | Jakab Csaba          |
| Harry Connick Jr. | Jimmy Wilder százados, Steven bajtársa és barátja                       | Kálid Artúr          |
| Mae Whitman       | Patricia Whitmore, az elnök lánya                                       | Szőnyi Juli          |
| Ross Bagley       | Dylan Dubrow, Jasmine fia                                               | Szalay Csongor       |
| Lisa Jakub        | Alicia Casse, Russell lánya                                             | Somlai Edina         |
| Giuseppe Andrews  | Troy Casse, Russell fia                                                 | Glósz Viktor         |

## Díjak és jelölések
- 1997 – Oscar-díj – a legjobb vizuális effektusok – Volker Engel, Douglas Smith, Clay Pinney, Joe Viskocil
- 1997 – Oscar-díj jelölés – a legjobb hang – Chris Carpenter, Bill W. Benton, Bob Beemer, Jeff Wexler